# Bizerte
Bizerte (tudi Bizerta, arabsko Binzart) je pristaniško mesto in guvernat v severni Tuniziji ob Sredozemskem morju. Kraj je znan po svojem slikovitem pristanišču. Ocena prebivalstva je 130.000 (ocena 2005; ocena 1998 je bila 105.520), ocena prebivalstva v celotnem guvernatu pa je 540.000 (ocena 2005). Guvernat obsega 3.685 km².
Zunanji del pristanišča je z vodnim kanalom povezan z obema notranjima pristaniščema (zaliv Sebre, jezero Bizerte). Znamenit je kasbah, ki staro mestno pristanišče ločuje od morja. V okolici se nahajajo nasadi oljke, v jezeru pa je najti dragocene zaloge rib. Ekonomska podlaga mesta so predelava nafte od leta 1964 (nekoliko tudi fosfatov in železa), ribiška industrija in pridelava pšenice ter olivnega olja in vina, pa tudi industrija tekstila in avtomobilskih delov. V zadnjem času dohodek predstavlja tudi turizem, razvit zaradi plaž severno od mesta.
Kraj z večjimi mesti v okolici povezujejo dobre prometne povezave, ki vključujejo ceste in železnice; mesto ima tudi svoje letališče. Mesto Bizerte leži 80 kilometrov severozahodno od metropole Tunis.

## Zgodovina
Kraj Bizerte velja za najstarejše in najbolj evropeizirano mesto države. Naselili so ga Feničani okoli leta 1000 pr. n. št. ter naselju nadeli ime Hippo Diarrythus. V samih začetkih mesta so bili napravljeni povezovalni kanali med jezerom in morjem. Kasneje – po punskih vojnah in padcu Kartagine v 2. stoletju n. št. – je postal rimska kolonija, leta 661 pa so nadzor nad njim prevzeli Arabci ter ime spremenili v Binzart. V 9. stoletju je mesto doživelo razvoj pod dinastijo Aglabidov.
Leta 1535 so mesto skupaj z večjim delom današnje tunizijske obale zavzeli Španci, 1572 pa pirati; slednji so v njem utrdili eno svojih pomembnejših oporišč. Piratstvo se je nadaljevalo tudi po letu 1610, ko je nadzor nad mestom prevzel Jusef Dej.
Leta 1881 je takratno Tunizijo pod svoje okrilje z okupacijo vzela Francija in razglasila protektorat. Francozi so do leta 1895 poglobili kanale in pristanišče ter ga modernizirali in zgradili tudi mehanizacijo za pristaniške tovore. S tem je bila luka preobražena v vojaško mornariško postojanko, njeno središče pa je bilo mesto ob jezeru Sidi Abdalah (danes Menzel Bourguiba). V 2. svetovni vojni je bilo mesto pod okupacijo nemških sil, Zavezniki pa so ga osvobodili 7. maja 1943.
Zaradi strateške lege v Sredozemlju je bilo mesto visoko cenjeno pri Francozih, ki so si tam utrdili vojaško pristaniško oporišče. Ko je 1956 Francija podelila Tuniziji neodvisnost, je navzlic temu ohranila svojo prisotnost v tem mestu, in sicer kljub nestrinjanju tunizijskih oblasti. V posledičnih trenjih je padlo več kot tisoč Tunizijcev, dokler niso Francozi zapustili oporišča leta 1963, sedem let po razglasitvi samostojnosti države.

## Sestrska mesta
- Tanger, Maroko
- Port Said, Egipt
- Annaba, Alžirija
- Kalamata, Grčija
- Palermo, Italija